# Bolesław Kaczmarek
Bolesław Jan Kaczmarek (ur. 28 stycznia 1917 w Gnieźnie, zm. 25 października 1951 w Karaczi) – podpułkownik pilot, oficer Polskich Sił Powietrznych, dowódca dywizjonu 302, kawaler Virtuti Militari, odznaczony Distinguished Flying Cross.

## Życiorys
W Gnieźnie ukończył szkołę powszechną i gimnazjum, w 1937 r. zdał egzamin maturalny. Zgłosił się do odbycia służby wojskowej, zdał egzaminy wstępne do Szkoły Podchorążych Lotnictwa. W 69. pułku piechoty w Gnieźnie odbył szkolenie. Od stycznia 1938 r. rozpoczął naukę w SPL. Skrócone szkolenie ukończył z 38. lokatą w ramach XIII promocji ze specjalnością pilota myśliwskiego. 13 września 1939 został mianowany podporucznikiem ze starszeństwem z 1 września 1939 w korpusie oficerów lotnictwa.
Po wybuchu II wojny światowej został ewakuowany do Rumunii, a następnie przez Bejrut dotarł do Francji. Został skierowany na przeszkolenie do szkoły lotniczej w Rennes. Latał w kluczu myśliwskim broniącym Clermont-Ferrand. Nie zdążył wziąć udziału w walkach, po upadku Francji został ewakuowany do Wielkiej Brytanii. Zgłosił się do służby w Polskich Siłach Powietrznych, otrzymał numer służbowy RAF P-0536. Trafił do 55 Operational Training Unit w Unsworth, po ukończeniu przeszkolenia został w maju 1941 r. przydzielony do 306. dywizjonu myśliwskiego. Po ukończeniu tury lotów bojowych odszedł 29 maja 1942 r. na odpoczynek operacyjny w 58 OTU w Grangemouth. 8 grudnia dostał przydział do dywizjonu 302.
W 302. dywizjonie służył do 17 czerwca 1943 r., następnie został przeniesiony do dywizjonu 316. Objął tam stanowisko dowódcy eskadry. Z dywizjonu 316 odszedł 12 marca 1944 r. Po odpoczynku, 1 listopada, trafił do dywizjonu 317. W jego składzie latał do 15 stycznia 1945 r., następnie został przeniesiony do dywizjonu 302, 24 marca, po zestrzeleniu nad Holandią kpt. pil. Ignacego Olszewskiego objął dowództwo nad tym dywizjonem i pełnił tę funkcję do 1 sierpnia.
Po zakończeniu działań wojennych nie zdecydował się na powrót do Polski, pozostał na emigracji. Szukając pracy w lotnictwie znalazł zatrudnienie w Pakistańskich Siłach Powietrznych. Zginął w katastrofie, podczas lotu szkoleniowego 25 października 1951 r. Został pochowany na cmentarzu chrześcijańskim Gora Qabristan.
W czasie swej służby wykonał 380 lotów, w tym 91 lotów bojowych. Na liście Bajana został sklasyfikowany na 135. pozycji z wynikiem dwóch samolotów zestrzelonych na pewno i jednego prawdopodobnie. Bolesław Kaczmarek miał wśród kolegów przezwisko Grzyb, pod którym został upamiętniony w żołnierskiej poezji. Jerzy Mierzejewski uczynił go jednym z bohaterów swego satyrycznego wiersza pt. Poezja utylitarna, czyli Ballada nie-militarna o małym Grzybie, Pniaku chrobrym i Pawle Niemcu, Niemcu dobrym....

## Orderu i odznaczenia
Za swą służbę otrzymał odznaczenia:
- Krzyż Srebrny Virtuti Militari nr 8424,
- Krzyż Walecznych – czterokrotnie,
- Medal Lotniczy – trzykrotnie,
- Polowa Znak Pilota,
- Distinguished Flying Cross,
- Vliegerkruis.